# نظریه افشاء گزینشی
نظریه افشاء گزینشی (به انگلیسی: selective exposure theory)، نظریه‌ای در روان‌شناسی است که اغلب در پژوهش‌های رسانه‌ای و ارتباطی به‌کار می‌رود، از نظر تاریخی این نظریه می‌گوید: افراد تمایل دارند به اطلاعاتی توجه نمایند که نگرش‌های پیشین آن‌ها را تقویت کرده و از اطلاعاتی که در تناقض با نگرش‌های پیشین آن‌ها قرار دارد، خودداری می‌نمایند. افشاء گزینشی در متون مختلف، طی سال‌ها با اصطلاحاتی چون «سوگیری سازگاری» یا «سوگیری تأییدی» نیز شناخته شده و تعریف گردیده‌اند.
طبق کاربرد تاریخی این اصطلاح، افراد مایلند جنبه‌های خاصی از اطلاعاتی که در اختیارشان قرار دارد را برگزیده و آنها را در ذهن خود تلفیق نمایند. این گزینش برمبنای نگرش‌ها، باورها، رویه‌ها و تصمیمات آن‌ها صورت می‌گیرد. افراد قادر اند اطلاعاتی که در اختیار آن‌ها قرار دارد را در ذهن خود موشکافی کرده، موارد دلخواه را گزینش نموده و مواردی که مورد پسند آن‌ها نیست را نادیده بگیرند. پایه‌های این نظریه ریشه در نظریه ناهماهنگی شناختی (فستینگر‏ ۱۹۵۷ میلادی) دارد، نظریه ناهماهنگی شناختی می‌گوید: زمانی‌که افراد با ایده‌های مخالف روبرو می‌گردند، برخی سازوکارهای دفاعی ذهنی فعال گشته تا میان ایده‌های جدید و باورهای قبلی هم‌زیستی ایجاد نموده که منتج به تعادل شناختی می‌شود. تعادل شناختی که به عنوان حالت توازن میان بازنمایی ذهنی یک فرد از دنیا و محیط واقعی او تعریف می‌شود، برای درک نظریه افشاء گزینشی بسیار مهم می‌باشد. از نظر ژان پیاژه، در صورت که ناهم‌خوانی رخ دهد، مردم آن را «ذاتاً ناخشنود کننده» می‌یابند.
افشاء گزینشی بر این فرضیه استوار است که افراد همواره به جستجوی اطلاعات در مورد یک موضوع، حتی بعد از این‌که این فرد موضعی در مورد آن اتخاذ نماید، ادامه می‌دهند. موضعی که یک فرد اتخاذ نموده‌است متأثر از عوامل گوناگون همان موضوع خواهد بود که در جریان فرایند تصمیم‌گیری روی آن تأکید شده‌است. از نظر استرود‏ (۲۰۰۸ میلادی)، افشاء گزینشی از نظر تئوری زمانی اتفاق می‌افتد که باورهای افراد گزینش‌های رسانهٔ آن‌ها را هدایت نماید.
افشاء گزینشی در زمینه‌های گوناگونی مانند موقعیت‌های شخصی (خود خدمتی) و موقعیت‌هایی که در آن مردم نسبت به افراد خارج از گروه، نظریات به‌خصوص و مسائل شخصی و گروهی پیش‌داوری می‌نمایند، نشان داده شده‌است. سودمندی اطلاعات ادراک شده، هنجارهای ادراک شده عدالت و کنجکاوی دربارهٔ معلومات ارزش‌مند، ۳ عاملی هستند که می‌توانند افشاء گزینشی را خنثی نمایند.

## تأثیر روی تصمیم‌سازی

### تصمیم‌سازی فردی در قبال گروهی

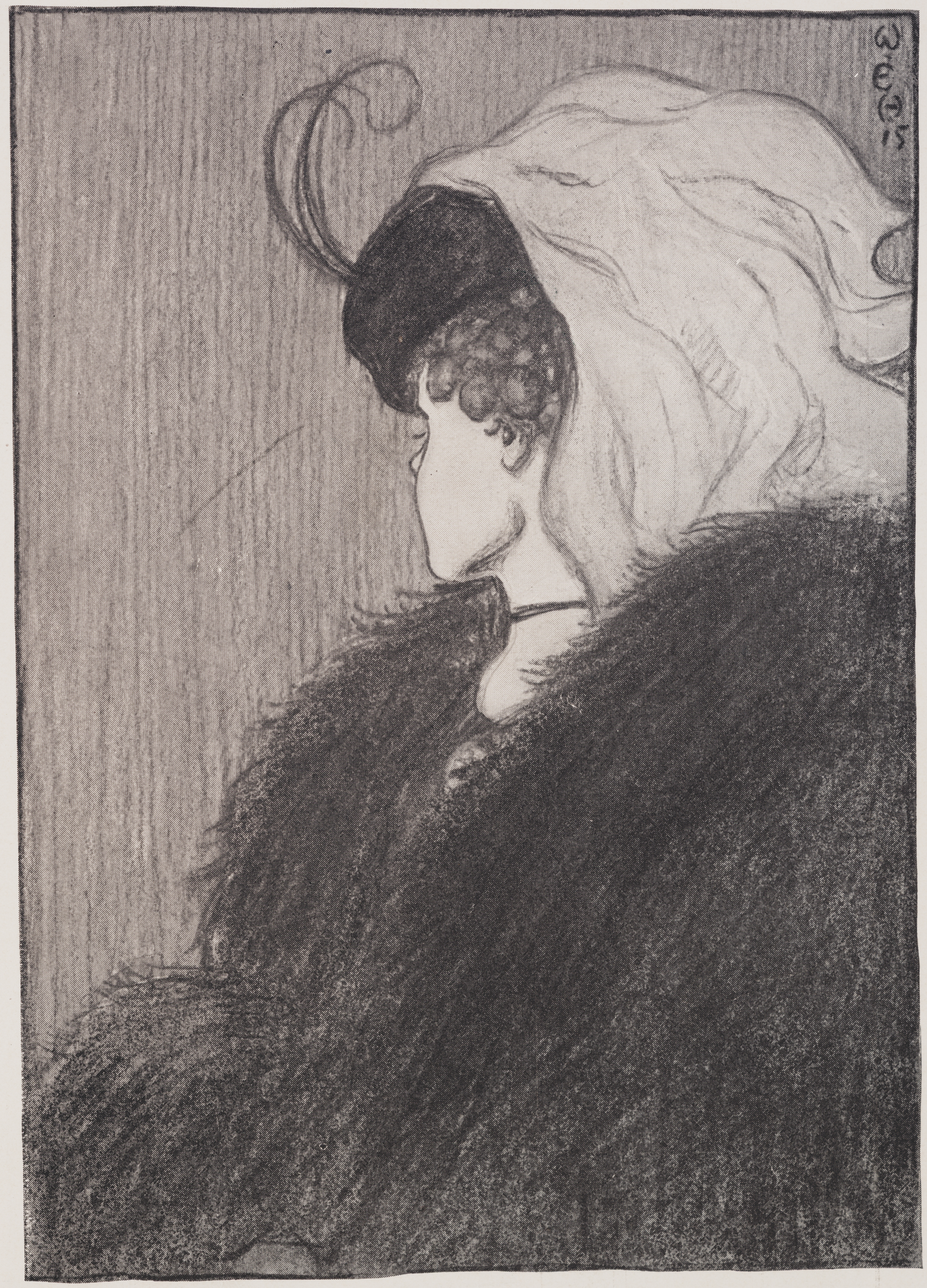
این تصویر، که می‌توان آن را به صورت یک زن جوان یا مسن‌تر دید، مثالی از این حقیقت است که چگونه افراد قادر به درک متفاوت یک تصویر اند. براساس نظریه افشاء گزینشی، مردم تمایل به جست و جوی نسخه‌ای از محرک هستند که تمایل به افشاء آن دارند، همچون فرمی از محرک که قبلاً با آن آشنایی داشته‌اند.

افشاء گزینشی می‌تواند اغلب روی تصمیماتی که افراد به‌گونه فردی یا گروهی اتخاذ می‌نمایند تأثیر بگذارد، چون آن‌ها ممکن است تمایل نداشته باشند، هرچند معلومات متناقض اما معتبر است، نظریه‌ها و عقاید فعلی خود را چه به‌صورت فردی یا چه به‌صورت جمعی تغییر دهند؛ مثلاً، در انتخابات ۲۰۲۰ میلادی، هیچ‌گونه اطلاعاتی در دسترس نبود که نشان دهد هانتر پسر نامزد وقت ریاست جمهوری جو بایدن تحت بازرسی FBI قرار دارد. با این وجود، بیشتر رسانه‌ها این داستان را گزارش نمی‌کردند یا آن را دروغ پراکنی کشور روسیه قلمداد کردند، چون این امر با باور ترجیح داده شده آن‌ها در مورد نامزد ریاست جمهوری بایدن در تناقض بود. نمونه دیگر آن این است که، با وجود حکم نظام قضایی ایالات متحده در چندین قضیه در مورد این‌که مدارک کافی برای اثبات تقلب گسترده در انتخابات ریاست جمهوری، آن‌گونه که توسط وکیلان مدافع و سایر افراد وابسته به ستاد انتخاباتی رئیس‌جمهور ترامپ ادعا شده بود، وجود ندارد تا نتیجه انتخابات را به‌طور اساسی تغییر دهد. بخش عظیمی از جمعیت آن را نمی‌پذیرند و باور دیگری دارند. نمونهٔ دیگری از افشاء گزینشی سلسله رویدادهایی است که منتج به حمله به خلیج خوک‌ها در ۱۹۶۱ میلادی گردید. رئیس‌جمهور جان اف. کندی از سوی مشاورش چراق سبز دریافت کرد تا اجازه اشغال کوبا را با استفاده از تبعید شدگان کوبایی که آموزش اندک دیده بودند صادر نماید. علی‌رغم این‌که شواهد بسیاری مبنی بر احمقانه بودن و نسنجیده بودن این حرکت تاکتیکی وجود داشت. مشاورین به حدی مشتاق خشنود کردن رئیس‌جمهور بودند که آن‌ها به‌جای این‌که برنامه پر از کاستی را به چالش بکشند، سوگیری شناختی خود در اشغال را تأیید کردند. تغییر عقاید در مورد خود، دیگر افراد و دنیا سه متغیر است که چرا افراد از معلومات جدید هراس دارند. مطالعات گوناگونی نشان داده‌است که اثرات افشاء گزینشی می‌تواند در زمینهٔ تصمیم‌گیری‌های گروهی و فردی رخ دهد. متغیرات موقعیتی بی‌شماری شناسایی شده‌اند که تمایل برای افشاء گزینشی را افزایش می‌دهند. به‌ویژه روان‌شناسی اجتماعی شامل پژوهش‌هایی با عوامل موقعیتی گوناگون و فرایندهای روان‌شناختی مرتبط است که در نهایت فردی را متقاعد می‌نماید تا تصمیم کیفی اتخاذ نماید. به علاوه، از نقطه نظر روان‌شناختی، اثرات افشاء گزینشی هم می‌تواند عوامل انگیزشی داشته باشد و هم عوامل شناختی.

### تأثیر کمیت اطلاعات
بر اساس یافته‌های پژوهشی که توسط فیشر، «شولتس-هاردت» و همکاران در ۲۰۰۸ میلادی انجام شده‌است، مقدار اطلاعات مرتبط به تصمیم که در اختیار شرکت‌کنندگان قرار داده بود. تأثیر قابل توجهی در میزان افشاء گزینشی آن‌ها داشت. گروهی که تنها دو قطعه اطلاعات مرتبط به تصمیم به آن‌ها داده شده بود در مقایسه به گروهی که ده قطعه اطلاعات مرتبط به تصمیم داده شده بود تا ارزیابی نمایند، میزان پایین‌تر افشاء گزینشی را تجربه کردند. این پژوهش باعث شد تا به فرایندهای شناختی افراد زمانی‌که به آن‌ها مقدار ناچیز اطلاعات مرتبط به تصمیم و مقدار زیاد اطلاعات مرتبط به تصمیم داده می‌شود، توجه صورت گیرد. این بررسی نشان داد که در این‌گونه موقعیت‌ها، یک فرد به دلیل در دسترس نبودن منابع نسبت به تصمیم اولیه خود بیشتر مشکوک می‌شود. آن‌ها شروع به فکر کردن می‌نمایند که داده‌ها یا شواهد کافی در این زمینه مشخص که به آن‌ها گفته شده‌است تا در مورد آن تصمیم اتخاذ نمایند وجود ندارد. از این رو، فرد در مورد افکار اولیه خود بیشتر حساس شده و روی منابع مرتبط و غیر مرتبط به تصمیم تمرکز می‌نماید. در نتیجه سطح افشاء گزینشی کاهش میابد. اما در گروهی که اطلاعات وافری داشتند، این عامل باعث شد تا آن‌ها به تصمیم اولیه خود اعتمادی بیشتری داشته باشند، چون آن‌ها از این حقیقت که موضوع تصمیم‌گیری آن‌ها با تعداد زیاد منابع حمایت شده‌است احساس راحتی می‌نمودند. بنابراین، در دسترس بودن اطلاعات مرتبط و غیر مرتبط به تصمیم نزد افراد می‌تواند روی میزان افشاء گزینشی آن‌ها در جریان فرایند تصمیم-گیری اثر بگذارد.
افشاء گزینشی هم به‌صورت فردی و هم به‌صورت گروهی رایج بوده و می‌تواند بر افراد تأثیر بگذارد تا ایده‌های جدید یا اطلاعاتی که با ایده‌آل قبلی سازگار نیست را رد نمایند. در پژوهش انجام شده توسط «جوناس» و همکاران (۲۰۰۱ میلادی)، بررسی‌های تجربی بر چهار آزمایش مختلف انجام شده و تصمیم‌گیری افراد به‌طور انفرادی و گروهی مورد مطالعه قرار گرفت. این مقاله پیشنهاد می‌نماید که سوگیری تأییدی در تصمیم‌گیری امری رایج است. آن‌هایی که اطلاعات تازه می‌یابند بیشتر به بخش‌هایی توجه می‌نمایند که با آن وابستگی شخصی دارند؛ بنابراین، افراد به‌سوی اطلاعاتی کشانده می‌شوند که با انتظارات و باورهای قبلی آن‌ها هم‌خوانی دارد و در نتیجه نظریه افشاء گزینشی رخ می‌دهد. در طول فرایند این چهار آزمایش، هنگام جستجوی اطلاعات جدید و اتخاذ تصمیم همواره تعمیم در نظر گرفته شده و سوگیری تأییدی نیز هنگام جست‌وجو برای اطلاعات جدید و تصمیم‌سازی‌ها حضور دارد.

### انگیزه دقت و انگیزه دفاع
«فیشر و گریتمیر»‏ (۲۰۱۰ میلادی) تصمیم‌سازی افراد از نظر افشاء گزینشی آن‌ها با اطلاعات تأیید کننده را بررسی نمودند. افشاء گزینشی نشان داد که افراد تصمیم‌های خود را بر مبنای اطلاعاتی که با تصمیم آن‌ها مرتبط است اتخاذ می‌کنند نه بر مبنای معلومات غیر مرتبط. بررسی‌های اخیر نشان داده‌است که «جستجوی اطلاعات تأیید کننده» علت ورشکست‌گی بانک سرمایه‌گذاری لیمن برادرز در ۲۰۰۸ میلادی گردید و سپس موجب بحران مالی جهانی شد. اشتیاق شدید برای مزیت اقتصادی و سود سیاست‌مداران، سرمایه‌گذاران و مشاورین مالی را واداشت تا شواهد ریاضیاتی که درهم شکستن بازار مسکن را پیش‌گویی کرده بود نادیده بگیرند و توجیه‌های پوشالی برای حفظ وضع موجود طرح نمایند. پژوهشگران تشریح می‌نمایند که افراد تمایل دارند تا با بکارگیری مدل تلفیقی خود، اطلاعات را جستجو و گزینش نمایند. دو انگیزه اصلی پشت افشاء گزینشی وجود دارد: انگیزه درستی و انگیزه دفاعی. انگیزه درستی تشریح می‌نماید که یک فرد این انگیزه را دارد تا در تصمیم‌گیری خود درست عمل نمایند و انگیزه دفاعی تشریح می‌نماید که افراد در جستجوی اطلاعات تأیید کننده هستند که باورهای آن‌ها را پشتیبانی نموده و تصمیم‌های آن‌ها را توجیه نماید. انگیزه درستی همیشه در زمینه افشاء گزینشی مفید نیست و در عوض می‌تواند برخلاف شهود عمل نموده و میزان افشاء گزینشی را افزایش دهد. انگیزه دفاعی می‌تواند باعث کاهش میزان افشاء گزینشی گردد.

### ویژگی‌های شخصی
افشاء گزینشی از دریافت اطلاعاتی که به باورها و رویه‌های یک فرد ناسازگار است خودداری می‌کند؛ مثلاً، معاون پیشین رئیس‌جمهور آمریکا تنها درصورتی به اتاق هتل وارد می‌شد که تلویزیون روشن می‌بود و روی یک کانال تلویزیونی محافظه کارانه تنظیم می‌شد. هنگام تحلیل مهارت‌های تصمیم‌گیری یک فرد، فرایندی منحصر به فرد برای جمع‌آوری اطلاعات مرتبط، تنها عاملی نیست که مدنظر گرفته می‌شود. از نظر «فیشر» و همکاران (۲۰۱۰ میلادی) مهم است تا منبع اطلاعات نیز مدنظر گرفته شود، یا به عبارت دیگر موجود فیزیکی که منبع اطلاعات را فراهم نموده‌است. پژوهش‌های افشاء گزینشی به‌صورت عموم تأثیر ویژگی‌های که به‌طور غیرمستقیم به تصمیم مرتبط هستند، مانند ظواهر فیزیکی، را نادیده می‌گیرد. در مقاله فیشر و همکاران (۲۰۱۰) دو بررسی فرض نمودند که منابع اطلاعاتی دارای جذابیت فیزیکی باعث می‌گردید تا تصمیم‌گیرندگان در جستجو بررسی اطلاعات مرتبط به تصمیم بیشتر گزینشی عمل نمایند. پژوهش‌گران اثرات اطلاعات اجتماعی و میزان جذابیت آن از نظر فیزیکی را مورد مطالعه قرار دادند. سپس این داده‌ها تجزیه و تحلیل گردیده و برای پشتیبانی از این ایده که افشاء گزینشی در آن‌هایی که باید تصمیمی می‌گرفتند وجود داشت، استفاده گردید. بنابراین، به هر اندازه که منبع معلومات جذاب‌تر می‌بود، تصمیم گیرنده به همان اندازه در مورد تصمیم‌گیری مثبت و با جزئیات عمل می‌کرد. جذابیت فیزیکی بر تصمیم فرد تأثیر می‌گذارد چون ادراک در مورد کیفیت بیشتر می‌شود. منابعی اطلاعات دارای جذابیت فیزیکی باعث شد تا کیفیت اطلاعاتی که برای تصمیم‌گیری نیاز است افزایش یابد و در نتیجه افشاء گزینشی در اطلاعات مرتبط به تصمیم‌گیری نیز افزایش یافت و بنابرین فرضیه پژوهش‌گران را ثابت نمود. هر دو پژوهش نتیجه‌گیری نمودند که جذابیت بستگی به گزینش و ارزیابی متفاوت اطلاعات مرتبط به تصمیم دارد.

### کتابشناسی
- Festinger, Leon (1957). A Theory of Cognitive Dissonance. Row, Peterson and Company. ISBN 978-0-8047-0911-8. LCCN 57011351.